# Ga Bugae
Ga Bugae là ga tàu điện ngầm ở Bupyeong-gu, một quận trong Incheon, Hàn Quốc. Nhà ga này nằm trên Tàu điện ngầm Seoul tuyến 1.

## Bố trí ga
| ↑ Songnae       |
| １２ \| ３４ \| |
| Bupyeong ↓      |

| 1     | ● Tuyến 1 | ← Hướng đi Yeoncheon     |
| 2 · 3 | ● Tuyến 1 | → Đường ray tàu tốc hành |
| 4     | ● Tuyến 1 | → Hướng đi Incheon →     |

## Vùng lân cận
- Lối thoát 1: Trường tiểu học Bugae
- Lối thoát 2: Trường trung học Bugae